# Bromma Enskilda Skola
Bromma Enskilda Skola, hette tidigare Bromma Montessoriskola, är en fristående idéburen grundskola, som ligger på Mossvägen 7 i stadsdelen Stora Mossen i Bromma väster om Stockholm. Skolan ligger mellan Bromma gymnasium och Stora Mossens idrottsplats.
Skolan är en fristående grundskola med årskurserna F-6, med 180 elever och förskola med 50 barn och fritidsklubb.
Från och med hösten 2013 blev Bromma Montessoriskola i stället Bromma Enskilda Skola. Skolan drivs av en ekonomisk förening med styrelse som består av föräldrar och en rektor som verksamhetsansvarig. Förskolan är ett föräldrakooperativ. 
Huvudman för verksamheten är en ekonomisk förening. Skolan prioriterar barnets språk och läsutveckling och för det har skolan ett speciellt program, Literacy.